# Piragüisme als Jocs Olímpics d'estiu de 1956
Als Jocs Olímpics d'Estiu de 1956 celebrats a la ciutat de Melbourne (Austràlia) es disputaren nou proves de piragüisme, 8 en categoria masculina i 1 en categoria femenina. La competició se celebrà el dia 1 de desembre de 1956 al Llac Wendouree, prop de la població de Ballarat.

## Resum de medalles

### Categoria masculina
| Prova                    | Or                                             | Argent                                            | Bronze                                 |
| C-1 1000 metres Detalls  | Leon Rotman                                    | István Hernek                                     | Guennadi Bukharin                      |
| C-1 10000 metres Detalls | Leon Rotman                                    | János Parti                                       | Guennadi Bukharin                      |
| C-2 1000 metres Detalls  | RomaniaAlexe Dumitru · Simion Ismailciuc       | Unió SovièticaPàvel Kharin · Gratsian Bótev       | HongriaKároly Wieland · Ferenc Mohácsi |
| C-2 10000 metres Detalls | Unió SovièticaPàvel Kharin · Gratsian Bótev    | FrançaGeorges Dransart · Marcel Renaud            | HongriaImre Farkas · József Hunics     |
| K-1 1000 metres Detalls  | Gert Fredriksson                               | Ígor Píssarev                                     | Lajos Kiss                             |
| K-1 10000 metres Detalls | Gert Fredriksson                               | Ferenc Hatlaczky                                  | Michael Scheuer                        |
| K-2 1000 metres Detalls  | AlemanyaMichael Scheuer · Meinrad Miltenberger | Unió SovièticaMikhaïl Kaaleste · Anatoli Demitkov | ÀustriaMax Raub · Herbert Wiedermann   |
| K-2 10000 metres Detalls | HongriaJános Uranyi · László Fábian            | AlemanyaFritz Briel · Theo Kleine                 | AustràliaDennis Green · Walter Brown   |

### Categoria femenina
| Prova                  | Or                    | Argent       | Bronze    |
| K-1 500 metres Detalls | Ielizaveta Deméntieva | Therese Zenz | Tove Soby |

## Medaller
| Posició | País           | Or | Argent | Bronze | Total |
| 1       | Romania        | 3  | 0      | 0      | 3     |
| 2       | Unió Soviètica | 2  | 3      | 2      | 7     |
| 3       | Suècia         | 2  | 0      | 0      | 2     |
| 4       | Hongria        | 1  | 3      | 3      | 7     |
| 5       | Alemanya       | 1  | 2      | 1      | 4     |
| 6       | França         | 0  | 1      | 0      | 1     |
| 7       | Austràlia      | 0  | 0      | 1      | 1     |
| 7       | Àustria        | 0  | 0      | 1      | 1     |
| 7       | Dinamarca      | 0  | 0      | 1      | 1     |